# بهيجة حافظ
بهيجة حافظ (4 أغسطس 1908 - 13 ديسمبر 1983)، ممثلة ومؤلفة موسيقى ومخرجة وكاتبة مصرية. هي أول امرأة قامت بتأليف الموسيقى التصويرية للأفلام في السينما المصرية. وكانت من أوائل الرائدات في صناعة السينما وأكثرهن تثقيفًا. هي ابنة إسماعيل باشا حافظ الذي كان ناظراً للخاصة السلطانية في عهد السلطان حسين كامل، وكان إسماعيل صدقي رئيس وزراء مصر في عهد الملك فؤاد الأول من أقربائها. ولدت بحي محرم بك بالإسكندرية ودرست في مدرسة الفرنسيسكان ومدرسة الميردي ديو. ثم سافرت إلى فرنسا عندما كان عمرها 15 عامًا وحصلت على شهادة جامعية من الكونسرفتوار في الموسيقى عام 1930. لم يقتصر عملها في الإخراج والتمثيل وتأليف الموسيقى فقط، ولكنها عملت أيضًا في مجال المونتاج وتصميم الأزياء السينمائية والكتابة.

## حياتها

### نشأتها
ولدت الفنانة «بهيجة حافظ» في 4 أغسطس عام 1908 في الإسكندرية وتعلمت هناك، ودرست الموسيقى في باريس. و«بهيجة حافظ» هي ابنة إسماعيل محمد حافظ باشا. كانت من عائلة موسيقية فقد كان والدها «إسماعيل حافظ باشا» هاوياً للموسيقى، وقد مارس تأليف الأغاني وتلحينها، وكان يعزف على العود، والقانون، والرق، والبيانو. وكانت والدتها تعزف على الكمان والفيولنسيل، بينما أخوتها يعزفون على الآلات المختلفة، أما بهيجة فكانت تعزف على البيانو.

### علاقتها بالموسيقى
كان للمايسترو الإيطالي «جيوفاني بورجيزي»، والذي كان يقود الفرقة الموسيقية بالإسكندرية، أثر كبير في حياة «بهيجة حافظ»، فقد كان يتردد على قصرهم في حيّ «محرَّم بيك» بحكم صداقته لوالدها، لذلك درست قواعد الموسيقى الغربية على يديه. وتقول «بهيجة حافظ» إنها بدأت تعزف على البيانو وهي في سن الرابعة، وإنها قد ألّفت أول مقطوعة موسيقية وهي في التاسعة، حيث أُعجب والدها بهذه المقطوعة وأسماها «بهيجة». بعد ذلك ألّفت مقطوعتين، الأولى اسمها «من وحي الشرق» والثانية «معلهشي».
حصلت على دبلوم الموسيقى من فرنسا، ثم درست الإخراج والمونتاج في برلين، وكانت أول مصرية تنضم لجمعية المؤلفين في باريس. ظهرت أول أسطوانة لها في الأسواق عام 1926، وفي عام 1937 كان لها السبق في إنشاء أول نقابة للمهن الموسيقية.

### حياتها الشخصية
تزوجت بهيجة حافظ من رجل لا يحب الموسيقى، وبذلك لم يشاركها هوايتها، لذلك فقد طلبت منه الطلاق، وبعد طلاقها من زوجها وأيضا بعد وفاة والدها لم ترغب بهيجة في البقاء بالإسكندرية، فتركت بيت الأسرة بالإسكندرية وقررت الاستقرار بالقاهرة لتبدأ حقبة جديدة من حياتها.

### بداية مشوارها السينمائي
بعد أن نالت شهرة في عالم الموسيقى، كأول سيدة مصرية تقتحم هذا الميدان، نُشرت صورتها في مجلة «المستقبل» التي كان يصدرها «إسماعيل وهبي المحامي» شقيق «يوسف وهبي»، وقد نُشرت صورتها على غلاف المجلة، بالبرقع والطرحة، وكُتب تحتها عبارة «أول مؤلفة موسيقية مصرية»، حينها كان «محمد كريم» يبحث عن بطلة لفيلمه الأول (زينب)، بعد أن رفض «يوسف وهبي» قيام الفنانة «أمينة رزق» بالبطولة.
عندها، لفتت فتاة الغلاف انتباه «محمد كريم»، فعرض عليها بطولة الفيلم، ورحبَّت «بهيجة» بالعمل في السينما بالرغم من معارضة أسرتها الشديدة، لدرجة أن شقيقتها وقفت في السرادق حينها تتلقى العزاء فيها.
لم تكتف «بهيجة حافظ» ببطولة الفيلم فحسب، بل قامت أيضاً بوضع الموسيقى التصويرية له، والتي تتكون من اثنتي عشرة مقطوعة موسيقية.. وقد قامت بدور زينب أمام «سراج منير» و«زكي رستم» و«دولت أبيض» و«علوية جميل» و«عبد القادر المسيري».. ولأن هذا الدور يعتبر أول علاقتها بالتمثيل، فلم تكن «بهيجة» على دراية بكافة إمكانياته، خصوصاً بأن الدور ـ لكونه صامتاً ـ يحتاج بل يعتمد على التعبير بالحركة والإشارة والتحكم في ملامح الوجه وتقلصاته، لذلك كان «محمد كريم» حريصاً بأن تكون «بهيجة» دوماً بين كبار الممثلين، لتحتك بهم بما فيه الكفاية، حتى تتعلم منهم وتندمج معهم من ثم يكون باستطاعتها إعطاء الانفعالات المطلوبة، والطريف في الأمر إن «محمد كريم» قد استعان في ذلك الوقت بعازف على الكمان ليعزف لها لحناً أثناء التمثيل حتى تستطيع أن تعبر من موقف حزين.

### إنشاء شركة الإنتاج
لم يتوقف عطاء بهيجة الفني على التأليف الموسيقي فقط فقد أنشأت شركة إنتاج سينمائي تحت اسم (فنار فيلم) وأنتجت فيلم (ليلى بنت الصحراء) و (الضحايا)، كما أخرجت أفلام (ليلى البدوية)، و (الضحايا) و (ليلى بنت الصحراء) الذي كان أول فيلم مصري ناطق يعرض في مهرجان برلين السينمائي الدولي وينال جائزة ذهبية.

### ليلى بنت الصحراء
يذكر في مسيرة «بهيجة حافظ» السينمائية إجادتها لكل العناصر السينمائية، فإلى جانب التمثيل والإنتاج والموسيقى التصويرية كانت بارعة في تصميم الأزياء والإخراج، الذي اتجهت إليه بعد اختلافها مع المخرج «ماريو فولبى». فأخرجت فيلم «ليلى بنت الصحراء» الذي يمثل حدثاً تاريخياً في الأوساط السينمائية في ذلك الوقت لما تضمنه من ديكورات ضخمة وأزياء شدت المتفرج وخاصة ملابس البطلة، فضلاً عن الموضوع الذي كان جديداً على السينما المصرية. وكان أول فيلم مصرى يستخدم اللغة العربية الفصحى بسهولة وسلاسة، وشارك في بطولته «حسين رياض»، و«زكي رستم»، و«عبد المجيد شكرى»، و«راقية إبراهيم». وقد رشح هذا الفيلم للعرض في مهرجان البندقية عام 1938 ولكنه مُنع في آخر لحظة لصدور قرار بمنع عرضه داخلياً وخارجياً لما تضمنه من إساءة إلى تاريخ كسرى أنوشروان ملك الفرس وذلك بناء على شكوى واعتراض من الحكومة الإيرانية. وعلى الرغم من مكانة هذا الفيلم في تاريخ السينما المصرية إلا أنه كان السبب في إفلاس شركة «فنار فيلم» واضطرت «بهيجة حافظ» للتوقف عن الإنتاج لمدة تصل إلى عشر سنوات نظراً لما تكبدته من خسائر نتيجة منع عرضه ومصادرته.

### إفلاس شركة الإنتاج
عادت شركة فنار فيلم إلى الإنتاج بعد مُضي عشرة أعوام من التوقف، لتنتج فيلم (زهرة السوق ـ 1947) وهو من إخراج «حسين فوزي»، وأكمل إخراجه المونتير «كمال أبو العلا»، وكتبت «بهيجة حافظ» قصته، وعهدت إلى «إبراهيم حسين العقاد» بكتابة السيناريو والحوار، وقامت فيه بدوري «بهيجة» و«زهرة» مع «أحمد منصور» و«كمال حسين» و«علوية جميل» و«عبد الفتاح القصري»، واشترك فيه بالغناء المطرب اللبناني «وديع الصافي» عندما كان مطرباً مغموراً، وضم الفيلم مجموعة من الأغنيات قامت «بهيجة» بتلحينها، إضافة إلى وضع الموسيقى التصويرية. وبالرغم من أن الفيلم قد ضم مجموعة من كبار النجوم والوجوه الجديدة، إلا أن الحظ في النجاح لم يحالفه، وكان سبباً في خسارة «بهيجة حافظ» وإشهار إفلاسها في ذلك الوقت. وكانت بالفعل صدمة كبيرة لها جعلتها تتوقف نهائياً عن الإنتاج السينمائي، لتكون نهاية مؤسفة لقصة كفاح رائدة من رائدات السينما المصرية، ولم تظهر مرة أخرى في السينما ألا في دور قصير من فيلم (القاهرة 30 ـ 1968)، وذلك عندما اختارها المخرج «صلاح أبو سيف» لتقوم بدور الأميرة السابقة «شويكار».

### صالون بهيجة حافظ الثقافي
صحيح بأن «بهيجة حافظ» قد ابتعدت عن السينما، إلا أنها قد عاودت نشاطها الفني الموسيقي. فقد أنشأت في عام 1937 أول نقابة عمالية للموسيقيين وظلت هذه النقابة قائمة حتى عام 1954. كما أنشأت صالونها الثقافي الخاص عام 1959 داخل قصرها المجاور لقصر هدى شعراوى في شارع قصر النيل والذي كان له نشاط ثقافي وفني بارز وكان من بين حضوره الفنان محمد القصبجى، وقد كانت تلك الندوات فنية غنائية حيث كانت بهيجة حافظ تعزف على البيانو الأغنيات القديمة وأيضًا حديثة العهد. كان يتم تعريف الحضور بالأصوات الجديدة على الساحة، وكانت الندوات لا تخلو من الشعراء «علي الجنبلاطي»، و«روحية القليني». وكانت تحرص على تقديم الحلوى التي تشرف على صنعها في قصرها وكانت لديها مكتبة زاخرة بشتى الكتب عن الفن أو الأدب باللغتين العربية والفرنسية.

## وفاتها

محرك قوقل يحتفي بالذكرى 112 لميلاد بهيجة حافظ في 4 أغسطس 2020.

ظلَّت «بهيجة حافظ» طريحة الفراش لسنوات طويلة، لا يطرق بابها إلا القليل من معارفها، حتى اكتشف الجيران وفاتها بعد يومين من حدوث الوفاة. وحضرت شقيقتها "سومة" وابن شقيقها من الإسكندرية وقد شُيّعت لمثواها الأخير دون أن يمشي في جنازتها أحدًا من الفنانين. ودُفنت في مدافن الأسرة في القاهرة، ولم يتم كتابة النعي في الصحف أو حتى إقامة العزاء ليلاً.
رحلت «بهيجة حافظ» في صمت، بعد أن عاشت شبابها بين أضواء النجاح والشهرة، وهي التي جعلت من بيتها مزاراً لمحبي الفن والأدب والموسيقى، وكثيراً ما استضافت الوفود الأجنبية من الفنانين والكُتّاب واحتفت بهم في بيتها هذا، إلى أن حوّلته فيما بعد إلى جمعية ثقافية استمر نشاطها حتى رأت حلّها في عام 1968.

## ذكراها
كانت بهيجة حافظ أول مصرية تُقبل عضوةً في جمعية المؤلفين بباريس، وتحصل على حق الأداء العلني لمؤلفاتها الموسيقية. إلا أن المكتبة الفنية المصرية لا تملك تسجيلات لهذه المؤلفات، ولم تُقدم أفلاماً توثق مسيرة هذه الرائدة سوى فيلم أنتجه المخرج العالمي يوسف شاهين يحمل اسم «عاشقات السينما» من إخراج ماريان خوري، يتناول مسيرة عدد من نساء السينما الأوائل، مثل بهيجة حافظ، وعزيزة أمير، وفاطمة رشدي، اَسيا داغر، ماري كويني، وكان الفيلم ضمن مشروع سينمائي اسمه «نساء رائدات».
فضلًا عن الفيلم، خصصت لها الكاتبة اللبنانية منى غندور، جانبًا من توثيقها لمرحلة بناء السينما على عاتق الرعيل الأول من السينمائيات المصريات في كتاب «سلطانات الشاشة».

## أعمالها
| - القاهرة 30 1966 . - زهرة السوق 1947. - ليلى البدوية 1944. - ليلى بنت الصحراء 1937. - الاتهام 1934 . - الضحايا 1932. - زينب 1930. | - زهرة السوق - قصة وسيناريو وحوار. - ليلى البدوية - سيناريو وحوار. - ليلى بنت الصحراء - سيناريو وحوار. - ليلى البدوية. - ليلى بنت الصحراء. | - السيد البدوي - الألحان والموسيقى التصويرية. - زهرة السوق - الألحان والموسيقى التصويرية. - سلوى - الألحان والموسيقى التصويرية. - ليلى البدوية - الألحان والموسيقى التصويرية. - ليلى بنت الصحراء - الألحان والموسيقى التصويرية. - الاتهام - الألحان والموسيقى التصويرية. - الضحايا - الألحان والموسيقى التصويرية. - زينب. |

## روابط خارجية
- بهيجة حافظ على موقع IMDb (الإنجليزية)
- بهيجة حافظ على موقع الدهليز
- بهيجة حافظ على موقع قاعدة بيانات الأفلام العربية
- بهيجة حافظ على موقع قاعدة بيانات الفيلم (الإنجليزية)